# Allgemeines Deutsches Kommersbuch

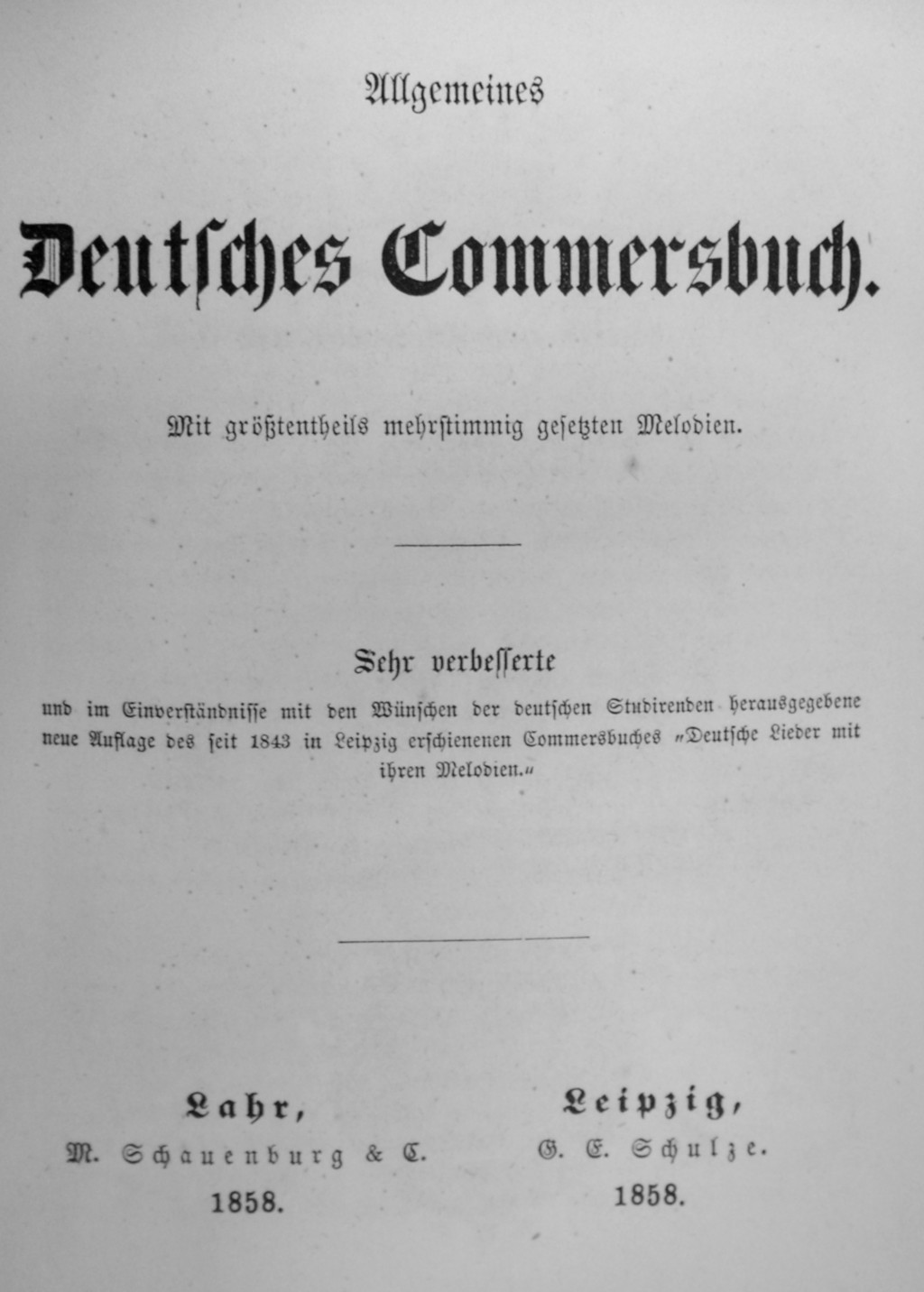
Titelblatt der Erstausgabe des Allgemeinen Deutschen Kommersbuches

Das Allgemeine Deutsche Kommersbuch (ADK, auch Lahrer Kommersbuch oder Lahrerbibel) ist das bekannteste Kommersbuch (Liederbuch für den Gebrauch auf der studentischen Kneipe) in Deutschland. Es erschien erstmals 1858 und erreichte im Jahre 2021 seine 167. Auflage. Es ist im deutschen Sprachraum das am häufigsten aufgelegte Liederbuch. In seiner neuesten, stark erweiterten Ausgabe enthält es wieder über 700 Lieder, darunter hauptsächlich Studenten- und Volkslieder.
Das ADK wird eigens für den Besteller von Hand gebunden und entsprechend den Wünschen des Bestellers ausgestattet, etwa in Leder gebunden, mit Biernägeln versehen, mit dem Zirkel der Verbindung und mit Farbschnitt versehen. Die dadurch entstehenden verschiedenen Ausgaben werden zur Unterscheidung traditionell durchbuchstabiert.
Das ADK erschien bis zum Jahr 1999 beim Verlag Moritz Schauenburg in Lahr. Seit dem Jahr 2000 wird es im Morstadt Verlag in Kehl verlegt.

## Vorgeschichte

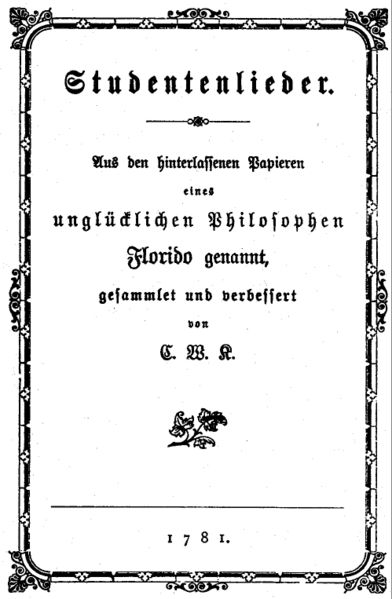
Titelblatt der Studentenlieder von 1781 (Nachdruck)

Ursprünglich wurde studentisches Liedgut nur mündlich oder handschriftlich weitergegeben. Die älteste bekannte Sammlung ist die Niederrheinische Liederhandschrift (1574). Das erste gedruckte, rein studentische Liederbuch stammt von Christian Wilhelm Kindleben. Er gab die Studentenlieder 1781 in Halle heraus. Die heute gebräuchliche Fassung von Gaudeamus igitur wurde darin das erste Mal gedruckt. Kindleben hatte mit dem Buch jedoch keinen Erfolg. Es enthielt für die Zeit zu viel Anstößiges, sodass es konfisziert und Kindleben aus Halle ausgewiesen wurde.
Im Geist der Befreiungskriege und mit der Gründung der Urburschenschaft 1815 verbreiteten sich Kommersbücher immer mehr. Ferdinand August Serig druckte 1825 die bewusst burschenschaftlich gehaltene Auswahl deutscher Lieder von Daniel Runge, die bald zum Standardwerk wurde. Ab der 4. Auflage von 1836 gab es jedoch kaum noch Änderungen und der „Serig“ verlor wieder an Bedeutung.
Der Mediziner Hermann Schauenburg publizierte 1843 zusammen mit Rudolf Löwenstein und Justus Wilhelm Lyra das Buch Deutsche Lieder nebst ihren Melodien in Leipzig bei Robert Friese. Durch den Erfolg dieses sogenannten „Leipziger Commersbuches“ wurde der „Serig“ endgültig verdrängt.

## Geschichte
Nach einigen Jahren konnte Hermann Schauenburg überredet werden, ein neues Kommersbuch auf der Grundlage der Deutschen Lieder zu schaffen. Sein Bruder Moritz Schauenburg hatte in Lahr die Druckerei Geiger von seinem Schwiegervater übernommen und daraus seinen eigenen Verlag aufgebaut. Nach einigen medizinischen Schriften Hermann Schauenburgs wurde auch das Kommersbuch dort gedruckt. Für die musikalische Redaktion wurden die Komponisten und Musikpädagogen Friedrich Silcher und Friedrich Erk, der Bruder des Volksliedforschers Ludwig Erk, gewonnen.

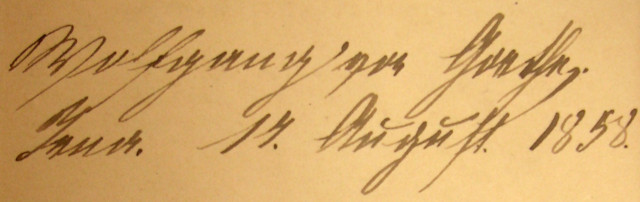
Signatur in einer Erstausgabe: „Wolfgang von Goethe Jena 17. August 1858“

Die Deutschen Lieder wurden nicht einfach neu aufgelegt, sondern alle deutschen Universitäten wurden angeschrieben, um herauszufinden, welches die beliebtesten Lieder unter den Studenten waren. Um sich der Zeit anpassen zu können, wurde das Buch in zwei Teile unterteilt. Der Hauptteil sollte vorerst unverändert bleiben und enthielt in drei Abschnitten die wichtigsten Vaterlands-, Studenten- und Volkslieder. Der Anhang enthielt auch in der 1. Auflage schon 73 Lieder. Einerseits waren das Vorschläge, die erst im Verlag eintrafen, als der Hauptteil schon gesetzt war – andererseits weniger bekannte oder regionale Lieder, die in den Antworten der Universitäten seltener genannt wurden. Mit dieser Unterteilung sparte man Aufwand und Kosten und konnte trotzdem auf die Wünsche der Studierenden eingehen, indem nur der Anhang für neue Auflagen neu gesetzt werden musste. Mit wenigen Ausnahmen blieb das bis zur 24. Auflage im Jahr 1881 so. Der Anhang war zu diesem Zeitpunkt fast so groß wie der Hauptteil (305 bzw. 318 Lieder).
Das Ergebnis wurde 1858 zum 300-jährigen Bestehen der Universität Jena als das Allgemeine Deutsche Commersbuch veröffentlicht. Der Erfolg war so groß, dass innerhalb eines Jahres die 4. erweiterte Auflage erschien. In dieser bitten die Verleger um Geduld, da zur Zeit des Drucks bereits fast die gesamte Auflage vorbestellt war und kündigen die 5. Auflage als unveränderter Nachdruck an.
Für die 6. Auflage wurden die Rechte an Joseph Victor Scheffels Lieder aus dem Engeren erworben. Der Verlag veranstaltete einen Wettbewerb samt Jury, um passende Vertonungen für die Lieder zu schaffen und gleichzeitig die exklusiven Rechte daran zu bekommen. Die Auswertung von über 400 Kompositionen dauerte mehrere Monate. Unter den Preisträgern war V. E. Becker mit seiner Melodie zu Wohlauf, die Luft geht frisch und rein.
Ludwig Eichrodt übernahm mit der 13. Auflage die Leitung, nachdem er vorher schon beratend für den Verlag tätig war.
Während die 20. Auflage herauskam, wurden die Rechte an Vinzenz Lachners Melodien zu Scheffels Liedern erworben. Zu den bereits vorhandenen Melodien wurden Einlegeblätter mit der alternativen Version gedruckt, die kostenlos separat angefordert werden konnten, falls sie noch nicht beigelegt waren. Ab der 21. Auflage wurden sie mit eingebunden und auf dem Deckblatt beworben.
Zur 25. Auflage 1882 ordnete Eichrodt den gesamten Inhalt neu. Aus dem alten Hauptteil wurden 52 Lieder (teilweise vorerst) nicht übernommen, aus dem Anhang 25. Dafür kamen 163 Lieder neu dazu. Obwohl im Jahr darauf die 26. Auflage herausgegeben wurde, scheint die Nachfrage nach der Jubiläumsausgabe so groß gewesen zu sein, dass bis 1885 noch die sogenannten 2., 3. und 4. Abdrucke der 25. Auflage erschienen. Inhaltlich entsprachen sie allerdings der 26. Auflage von 1883, die noch einmal um 6 Lieder erweitert worden war. Danach wurde eine weitere 26. Auflage (1886) herausgegeben, die wiederum überarbeitet und um 5 Preisdichtungen und -kompositionen (u. a. von Otto Lob) erweitert worden war. Sie war Teil der Festgabe des Verlags zu den Feierlichkeiten der Heidelberger Universität zu ihrem 500-jährigen Bestehen. Vom Titelbild abgesehen blieb der Inhalt des Kommersbuches bis zur 50. Auflage (ca. 1895) unverändert.
Ab 1893 führte Eduard Heyck das Allgemeine Deutsche Kommersbuch bis in die Zeit des Nationalsozialismus weiter. Zur 51. Auflage überarbeitete er das ganze Kommersbuch und fügte auf dem Titelblatt die Anmerkung Neue Bearbeitung hinzu. Unter Heyck erlebte das ADK seine größten Erfolge. Im Durchschnitt erschienen 3 Auflagen pro Jahr, sodass bald einzelne Auflagen zusammengefasst wurden. Die erste war die 55.–58. Auflage. Nur die 75. und 100. Jubiläumsauflage wurden noch einzeln gedruckt. Zu letzterer stellte Heyck fest, dass nach über 50 Jahren seit der Erstausgabe die frühen Auflagen kaum noch zu finden waren. Um etwas Dauerhafteres zu schaffen, wurde zusätzlich zur normalen Ausgabe eine Geschenkausgabe herausgegeben. Die Lachner'schen Melodien wurden wieder entfernt. Lediglich die alternative Melodie zu Alt Heidelberg, du feine wurde noch bis zur 144.–150. Auflage mit abgedruckt und das von Lachner vertonte Reicht mir das alte Burschenband neu aufgenommen. Auch ein Wettbewerb um neue Kompositionen wurde ausgerufen.
Im Dritten Reich wurden Studentenverbindungen verboten (siehe Geschichte der Studentenverbindungen). Heyck versah das Lahrer Kommersbuch nach der Machtergreifung mit dem Anhang Der Sieg ist erstritten – Lieder der neuen Zeit (siehe unter Anhang). Das Lied Sieg Heil mit der für den Anhang titelgebenden ersten Zeile stammt von seinem Sohn Hans Heyck. Eine weitere Auflage des Kommersbuches wurde vorbereitet, in der die neuen Lieder regulär aufgenommen werden sollten. Dazu kam es jedoch nicht mehr, denn die Gleichschaltung ließ sich nicht aufhalten. Der Nationalsozialistische Deutsche Studentenbund druckte seine eigenen Liederbücher und für 20 Jahre erschien kein Allgemeines Deutsches Kommersbuch mehr.
Nach dem Ende des Zweiten Weltkriegs blieben Verbindungen unter dem Alliierten Kontrollrat verboten und es gab vorerst keinen Bedarf für eine Neuauflage des ADK. Erst als sich ab 1947 (noch verbotenerweise) die ersten alten Verbindungen neu gründeten, das generelle Verbot 1950 und die Verbote von Korporationen durch die Universitäten in den 1950er Jahren für unrechtmäßig erklärt wurden, gab es auch wieder Interesse an studentischen Liederbüchern. Der neue Herausgeber Walter Haas mühte sich jahrelang redlich, um 1953 die 151. Auflage zu präsentieren. Die Umstände machten es ihm jedoch nicht einfach. Er schreibt im Vorwort:
Fremdes Verlagsrecht engte den beherzten Griff nach wertvollem Liedgut unserer Zeit ein.
So entstand nach 340 gestrichenen und nur 82 neuen Liedern, sowie vielen gestrichenen Strophen die dünnste Auflage seit der 5. von 1859. Nach 100 Jahren gab man 1958 mit der 154.–155. Auflage die Frakturschrift auf. Erdmann Werner Böhme beriet Haas ab 1956 in musikalischen Belangen und führte das ADK ab 1965 weiter. Die nachfolgenden Auflagen brachten wenig Änderung und kaum Neues. Das Lahrer Kommersbuch blieb ein Schatten seiner selbst.
Im Jahr 1999 wurde der Verlag Moritz Schauenburg in Lahr abgewickelt. Die Veröffentlichung des Kommersbuches übernahm 2000 der Morstadt Verlag in Kehl, nicht weit von Lahr. Nach einigen unveränderten Auflagen wurde das Allgemeinen Deutsche Kommersbuch zu seinem 150‑jährigen Jubiläum durch Thorsten Stepath völlig überarbeitet und stark erweitert. Nachdem die Nachkriegsauflagen rigoros gekürzt worden waren, sind in der 165. Auflage 124 Lieder wieder und 154 neu aufgenommen worden. Sich auf den ursprünglichen Grundsatz besinnend, ein allgemeines, ein Volksbuch zu sein, gehören zu den neuen Liedern solche mit Regionalbezug und Bezug zu deutschen Universitätsstädten, zeitgenössisches Liedgut und die gebräuchlichsten Weihnachtslieder. Die Tonlagen wurden an heutige Bedürfnisse angepasst und Gitarrenharmonien hinzugefügt. Das Inhaltsverzeichnis enthält auch die Seitenzahlen der 160. bis 164. Auflage. Des Weiteren sind Verweise auf Lieder, die auch auf andere Melodien gesungen werden können, und ein biographisches Verzeichnis der Verfasser und Komponisten enthalten.
| Auflage   | Erscheinungs- jahr 1 | Seiten- anzahl 2 | Anzahl der Liednummern 3 | Bemerkung |
| --------- | -------------------- | ---------------- | ------------------------ | --- |
| 1.        | 1858                 | 444              | 389                      | Hrsg. Hermann Schauenburg und Moritz Schauenburg, musikalische Redaktion: Friedrich Silcher und Friedrich Erk                                                                                                 |
| 2.        |                      |                  |                          | ungekennzeichnete Nachdrucke der Erstauflage |
| 3.        |                      |                  |                          | ungekennzeichnete Nachdrucke der Erstauflage |
| 4.        | 1859                 | 477              | 456                      | sehr verbesserte Auflage |
| 5.        | 1859                 | 477              | 456                      | unveränderte Auflage; Lahr, M. Schauenburg & C. / Leipzig, G. E. Schulze; Jenaer Jubiläums Commersbuch zum 300. Stiftungsfest der Universität                                                                 |
| 0.6.1.    | 1861                 | 562              | 536                      | stark fehlerhaft mit falschen Seitenzahlen und 16 Liedern im Inhaltsverzeichnis, die seit der 5. Auflage gestrichen wurden                                                                                    |
| 0.6.2.    | 1861                 | 578              | 549                      | korrigierte, erweiterte Auflage, mit Jubiläumstitelbild der 5. Auflage |
| 7.        | 1862                 | 578              | 549                      | mit Jubiläumstitelbild der 5. Auflage |
| 8.        | 1862                 | 578              | 549                      | Lahr, M. Schauenburg & C. |
| 9.        | 1863                 | 578              | 549                      | mit Jubiläumstitelbild der 5. Auflage |
| 10.       | 1865                 | 578              | 549                      | oder früher |
| 11.       | 1867                 | 578              | 549                      | mit Jubiläumstitelbild der 5. Auflage |
| 12.       | 1869                 | 578              | 549                      | |
| 13.       | 1870                 | 584              | 560                      | |
| 14.       | 1871                 | 624              | 621                      | |
| 15.       | 1872                 | 624              | 621                      | |
| 16.       | 1873                 | 624              | 621                      | Straßburg, M. Schauenburg, 4 neue Lieder zur „Eröffnungsfeier der Universität Straßburg“ nach dem Inhaltsverzeichnis angefügt                                                                                 |
| 17.       | 1874                 | 628              | 625                      | Straßburg, M. Schauenburg (M Fr. Silcher und Fr. Erk), die 4 Straßburger Lieder wurden in den regulären Anhang aufgenommen                                                                                    |
| 18.       | 1876                 | 628              | 625                      | fortgeführt durch Ludwig Eichrodt |
| 19.       |                      |                  |                          | |
| 20.       | 1876                 | 628              | 625                      | |
| 21.       | 1877                 | 628              | 625                      | vermehrt durch die Lachner’schen Melodien zu V. von Scheffels Liedern |
| 22.       | 1878                 | 628              | 625                      | vermehrt durch die Lachner’schen Melodien zu V. von Scheffels Liedern |
| 23.       | 1879                 | 628              | 625                      | vermehrt durch die Lachner’schen Melodien zu V. von Scheffels Liedern |
| 24.       | 1880/81              | 628              | 625                      | Es existieren Ausgaben sowohl mit dem Jahr 1880 als auch mit dem Jahr 1881. |
| 0.25.1.   | 1882                 | 696              | 695                      | Jubiläumsausgabe, völlig überarbeitet (77 Lieder gestrichen und 168 neu aufgenommen), die seit der 1. Auflage bestehende Einteilung in einen festen Hauptteil und einen variablen Anhang wurde aufgegeben     |
| 0.26.1.   | 1883                 | 704              | 701                      | Anhang mit 6 neuen Liedern |
| 0.25.2.   | 1883                 | 704              | 701                      | Jubiläumsausgabe, zweiter Abdruck |
| 0.25.3.   | 1884                 | 704              | 701                      | Jubiläumsausgabe, dritter Abdruck |
| 0.25.4.   | 1884/85              | 704              | 701                      | Jubiläumsausgabe, vierter Abdruck Es existieren Ausgaben sowohl mit dem Jahr 1884 als auch mit dem Jahr 1885.                                                                                                 |
| 0.26.2.   | 1886                 | 716              | 709                      | teilweise mit angepasstem Titelbild zum 500-jährigen Jubiläum der Heidelberger Universität August 1886 |
| 27.       | 1886                 | 716              | 709                      | mit Jubiläumstitelbild der 26. Auflage von 1886 |
| 28.       | 1886                 | 716              | 709                      | |
| 29.       | 1886                 | 716              | 709                      | mit Jubiläumstitelbild der 26. Auflage von 1886 |
| 30.       | 1886                 | 716              | 709                      | alternatives Titelbild mit Stadtansicht Heidelbergs |
| 31.       | 1888                 | 716              | 709                      | mit Jubiläumstitelbild der 26. Auflage von 1886 |
| 32.       | 1888                 | 716              | 709                      | |
| 33.       | 1888                 | 716              | 709                      | Ausgaben entweder mit Jubiläumstitelbild der 26. Auflage von 1886 oder alternativem Titelbild mit einer Stadtansicht von Heidelberg                                                                           |
| 34.       | 1888                 | 716              | 709                      | Ausgaben entweder mit Jubiläumstitelbild der 26. Auflage von 1886 oder alternativem Titelbild mit einer Stadtansicht von Heidelberg                                                                           |
| 35.       | 1888                 | 716              | 709                      | |
| 36.       | 1889                 | 716              | 709                      | alternatives Titelbild mit Stadtansicht Heidelbergs |
| 37.       | 1890                 | 716              | 709                      | |
| 38.       | 1890                 | 716              | 709                      | alternatives Titelbild mit Stadtansicht Heidelbergs |
| 39.       |                      | 716              | 709                      | alternatives Titelbild mit Stadtansicht Heidelbergs |
| 40.       | 1891                 | 716              | 709                      | |
| 41.       | 1891                 | 716              | 709                      | |
| 42.       | 1891                 | 716              | 709                      | sowohl mit klassischer Bootsszene als auch mit alternativem Titelbild mit Stadtansicht Heidelbergs |
| 43.       |                      | 716              | 709                      | |
| 44.       | 1893                 | 716              | 709                      | fortgeführt durch Eduard Heyck |
| 45.       | 1893                 | 716              | 709                      | |
| 46.       |                      | 716              | 709                      | |
| 47.       |                      | 716              | 709                      | |
| 48.       |                      | 716              | 709                      | |
| 49.       |                      | 716              | 709                      | |
| 50.       |                      | 716              | 709                      | |
| 51.       | 1896                 | 735              | 811                      | oder danach, Neue Bearbeitung, u. a. Lieder mit den Melodien von Otto Lob aufgenommen, Sitz ich beim vollen Glase doppelt abgedruckt, spätestens ab 53. einmal durch So komm in unsern schönen Reigen ersetzt |
| 52.       |                      |                  |                          | |
| 53.       |                      | 735              | 811                      | |
| 54.       |                      | 735              | 811                      | |
| 55.–58.   |                      | 735              | 811                      | in Wikisource aufgenommen |
| 59.–62.   |                      | 735              | 811                      | |
| 63.–66.   | 1898                 | 735              | 811                      | |
| 67.–68.   |                      | 735              | 811                      | |
| 69.–70.   |                      | 735              | 811                      | |
| 71.–74.   | 1904                 | 735              | 811                      | oder früher |
| 75.       | 1906                 | 752              | 832                      | |
| 76.–80.   | 1907                 | 752              | 832                      | |
| 81.–85.   | 1908                 | 752              | 832                      | Widmung von Weihnachten 1908 |
| 86.–90.   |                      | 768              | 850                      | |
| 91.–95.   | 1909                 | 768              | 850                      | |
| 96.–99.   | 1912                 | 768              | 850                      | Widmung von Weihnachten 1912 |
| 100.      | 1914                 | 760              | 821                      | Neben der regulären Ausgabe erschien eine großformatige Sonderausgabe. |
| 101.–110. | 1914                 | 760              | 821                      | |
| 111.–114. | 1919                 | 760              | 821                      | |
| 115.–120. | 1920                 | 760              | 821                      | 3 Lieder ausgetauscht |
| 121.–126. | 1922                 | 760              | 821                      | |
| 127.–135. | 1925                 | 745              | 803                      | unterstützt durch Alfred Schlenker und Hans Joachim Moser |
| 136.–138. | 1926                 | 745              | 803                      | |
| 139.–141. | 1928                 | 745              | 803                      | |
| 142.–143. | 1928                 | 745              | 803                      | |
| 144.–150. | 1929                 | 686              | 739                      | in allen anderen Auflagen vorhanden und nur in dieser gestrichen: Ade zur guten Nacht, Ein feste Burg ist unser Gott                                                                                          |
| 151.      | 1953                 | 525              | 488                      | fortgeführt durch Walther Haas |
| 152.–153. | 1956                 | 525              | 505                      | |
| 154.–155. | 1958                 | 525              | 505                      | |
| 156.      | 1963                 | 543              | 495                      | in allen anderen Auflagen vorhanden und nur in dieser gestrichen: Im Kreise froher, kluger Zecher |
| 157.      | 1970                 | 543              |                          | fortgeführt durch Erdmann Werner Böhme |
| 158.      | 1974                 | 543              |                          | in allen anderen Auflagen vorhanden und nur in dieser gestrichen: Der schönste Ort, davon ich weiß |
| 159.      | 1976                 | 543              |                          | |
| 160.      | 1978–1996            | 543              | 491                      | auch „unveränderter Nachdruck 1990“ bzw. „unveränderter Nachdruck 1992“ |
| 161.      | 2000                 | 543              | 491                      | ab dem Jahr 2000 vom Morstadt Verlag in Kehl am Rhein von Michael Foshag herausgegeben |
| 162.      | 2004                 | 543              | 491                      | |
| 163.      | 2005                 | 543              | 491                      | |
| 164.      | 2007                 | 543              | 491                      | |
| 165.      | 2008                 | 780              | 716                      | 150 Jahre Allg. Dt. Kommersbuch – völlig neu überarbeitete, erweiterte Auflage, ISBN 978-3-88571-336-4. |
| 166.      | 2013                 | 780              | 716                      | |
| 167.      | 2021                 | 780              | 716                      | |

## Aufbau
Jede Auflage des Allgemeinen Deutschen Kommersbuches ist nach dem gleichen Schema aufgebaut. Am Anfang steht die Farblithografie der Rheinpartie von Caspar Scheuren (1857) als Vortitel. Danach folgt das Titelblatt mit dem Namen, dem Verweis auf die ersten musikalischen Redakteure Friedrich Silcher und Friedrich Erk, gefolgt von der Nummer der Auflage (ab 151. eine Seite weiter), Verlagsnamen und -ort. Das Jahr ist nicht in allen Auflagen angegeben.
Nach dem Titelblatt gibt es in folgenden Auflagen ein Vorwort:
- 75.,
- 100.,
- 127–135.,
- 150.,
- 151. (erste Auflage nach dem Zweiten Weltkrieg),
- 154–155. (100 Jahre Lahrer Kommersbuch),
- 157.,
- 161. (erste Auflage im Morstadt Verlag) und
- 165. (150 Jahre Lahrer Kommersbuch).

Außerdem wurden oft die Vorworte vergangener Auflagen (zum Teil auch gekürzt) noch einmal wiedergegeben.
Die Widmung der ursprünglichen Verfasser an Ernst Moritz Arndt und dessen Antwort (ab der 6. Auflage als Faksimile) sind in jeder Auflage vorhanden.
Danach folgen der Liedteil, das Inhaltsverzeichnis und ggf. ein Anhang. Am Ende wurde teilweise Werbung des Verlages angefügt oder mehrere leere Seiten Platz für Widmungen, individuelle Lieder oder Zusatzstrophen gelassen.

### Titelbild
Das Frontispiz stammt im Original von Caspar Scheuren und zeigt Studenten bei einer Bootsfahrt auf dem Rhein. Insbesondere die umrahmenden Elemente wurden dabei in den verschiedenen Auflagen immer wieder verändert.
Zwischenzeitlich wurde eine Ansicht von Heidelberg als Titelbild verwendet.

#### Rheinpartie
Das zentrale Element ist ein Bild von feiernden Studenten auf einem Boot mit Bergen im Hintergrund. Darüber ist ein mit Blumen und Bändern geschmückter Pokal vor gekreuzten Parisern, auf dem ein Putto sitzt. Links und rechts davon sind zwei Medaillen abgebildet, deren Randbereich zu besonderen Anlässen mit Text versehen wurde. Jeweils darunter – neben dem Titel – wurden die beiden ursprünglichen musikalischen Redakteure Silcher und Erk verewigt. Unterhalb der Bootsszene ist ein Adler mit Wappenschild und Kranz vor zwei weiteren Parisern dargestellt. Diese Variante wurde von der 1. bis mindestens zur 34. und wieder ab der 42. Auflage als Titelbild verwendet.
Einigen Details wurden immer wieder umgestaltet:
- Während der 51. Auflage wurde bei der Schreibweise von Commersbuch auf dem Titelbild von C zu K gewechselt. Auf dem Deckblatt fand das schon in der 26. Auflage von 1886 statt.
- Der Titel wurde mit unterschiedlich starken Verschnörkelungen versehen.
- Die beiden Medaillen im oberen Bildteil wurden aus besonderen Anlässen mit Gratulationen beschriftet:
  - „Jenaer Jubiläums Commersbuch“ links und „Zum 300 jährigen Stiftungsfest 15–17. Aug. 1858“ rechts in der 5. bis 11. Auflage,
  - „25. Auflage“ bzw. „Jubiläums Ausgabe“ nur im ersten Abdruck von 1882 und
  - „Zum 500 jährigen Jubiläum“ bzw. „der Heidelberger Universität August 1886“ (26. (1886) bis mindestens 34. Auflage).
- Der geschmückte Pokal im oberen Teil enthält zwei gekreuzte Pariser, deren Klingen blass (bis 25. Auflage, 4. Abdruck) bzw. danach gar nicht ausgeführt sind.
- Ab der 25. Auflage, 4. Abdruck sind die Schatten, die die Sonne in dieser Szene werfen würde, schraffiert. Insbesondere ist dies an den Gesichtern des Studenten am Bug und des Steuermanns am Heck sowie den Rücken der zum Ufer schauenden Studenten erkennbar.
- Die Sonne ist bis zur 24. Auflage etwas größer dargestellt als in späteren Auflagen, sodass die Pfeife des mittig stehenden Studenten sie teilweise verdeckt. In den Auflagen von 1882 bis 1884 fehlt die Sonne ganz – der Himmel ist teilweise bewölkt.
- Der Student mit dem erhobenen Glas trinkt in manchen Exemplaren bis zur 20. Auflage Rotwein, ansonsten Weißwein.
- Der Adler mit dem Schild im unteren Teil
  - hat zwei Köpfe als Symbol der Teilung in Deutschen Bund und süddeutsche Staaten (1. bis 15. Auflage) bzw. in Ost- und Westdeutschland (ab der 151. Auflage), dazwischen, zur Zeit des Deutschen Reiches, hat er einen Kopf,
  - ist grau mit großem Schnabel (bis zur 25. Auflage, 4. Abdruck), danach schwarz mit herausgestreckter Zunge.
  - Die Schwingen sind bis zur 34. Auflage ausgebreitet und ab der 42. eher hängend.
  - Der Schild wurde zweimal verkleinert (ab der 42. und nochmals ab der 151. Auflage).
  - Der Schild gibt Ort und Namen des Verlags an, mit Ausnahme der 16. und 17. Auflage, wo aus Anlass der „Wiedereröffnung der Universität Straßburg“ nach dem Deutsch-Französischen Krieg „Strassburg“ statt „Lahr“ steht. Teilweise ist das Erscheinungsjahr angegeben (bis zur 6. Auflage), der Vorname Moritz abgekürzt und ein & Co angegeben (jeweils bis zur 11. Auflage).
- Um den Pokal und den Kranz, der den Adler umgibt, ist Couleurband gewickelt
  - bis zur 7. Auflage farblos,
  - danach teilweise mit den deutschen oder den preußischen Farben nach Jenaer Lesart (von unten nach oben),
  - ab der 25. Auflage, 4. Abdruck vermutlich mit Rosa-Weiß-Moosgrün der Burschenschaft Franconia Freiburg um den Pokal und Blau-Weiß-Rot um den Kranz,
  - ab der 151. Auflage wieder mit Schwarz-Rot-Gold (v.o.).

#### Heidelberg

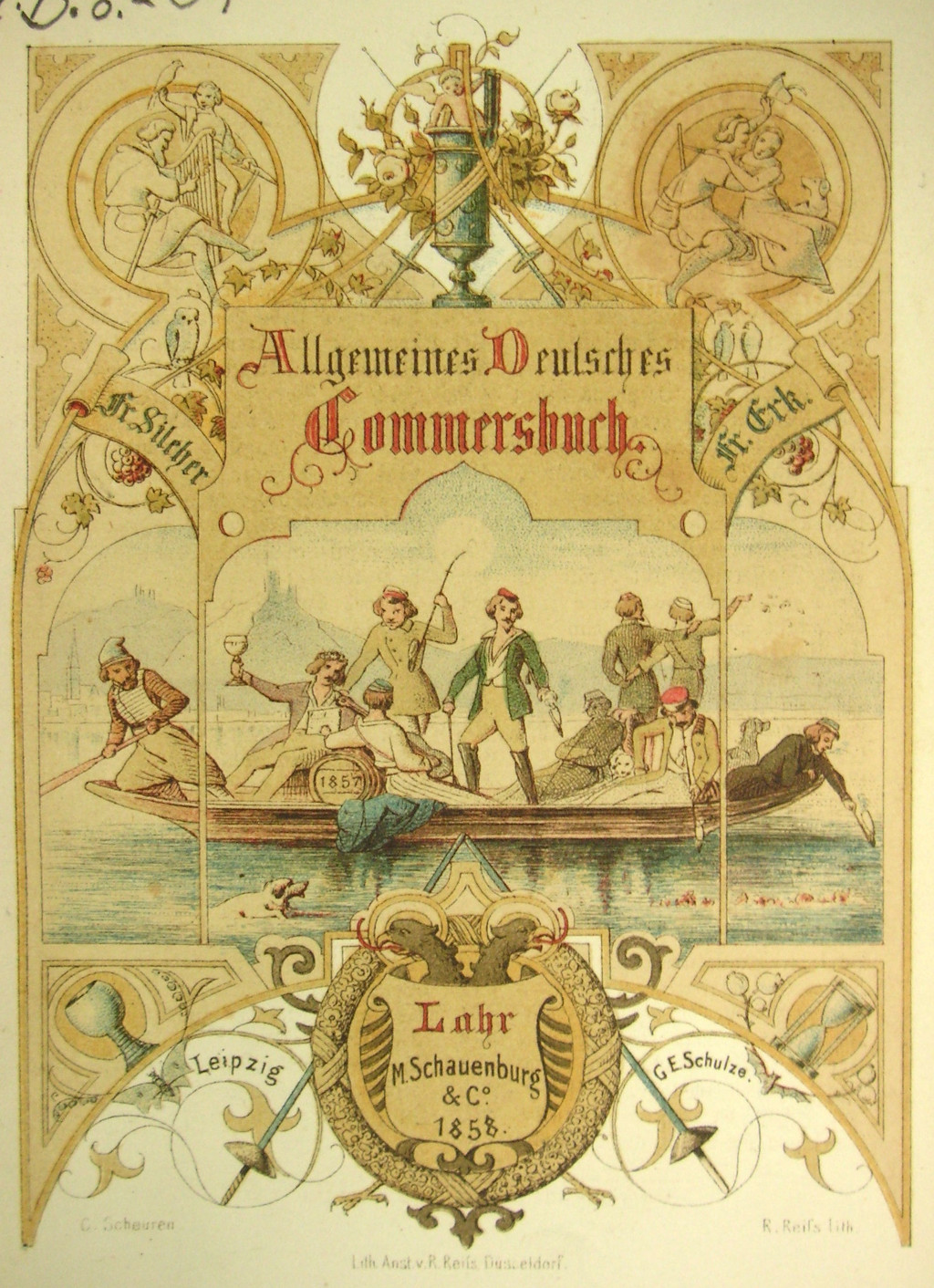
1. Auflage (1858)

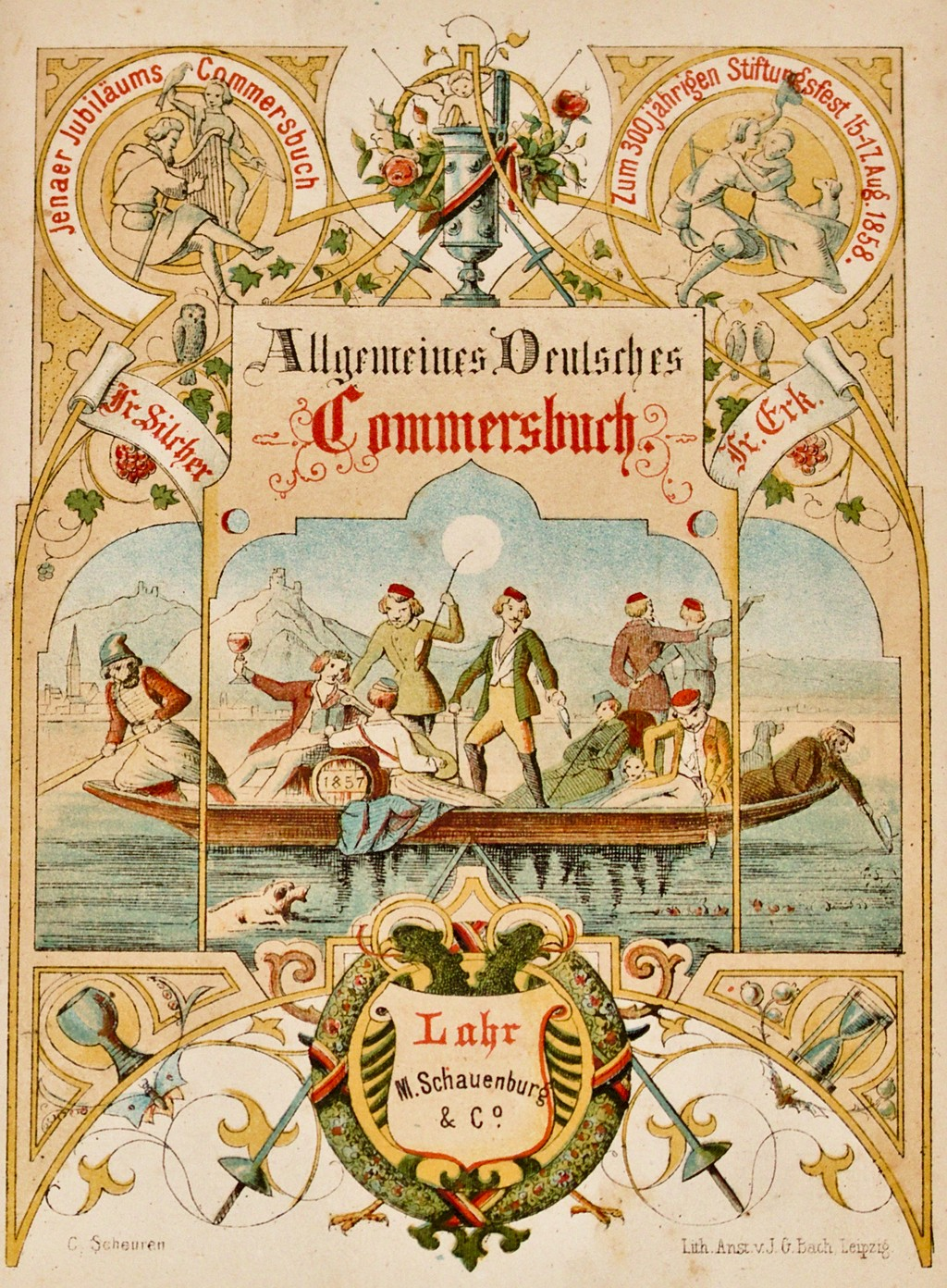
11. Auflage (ca. 1867)

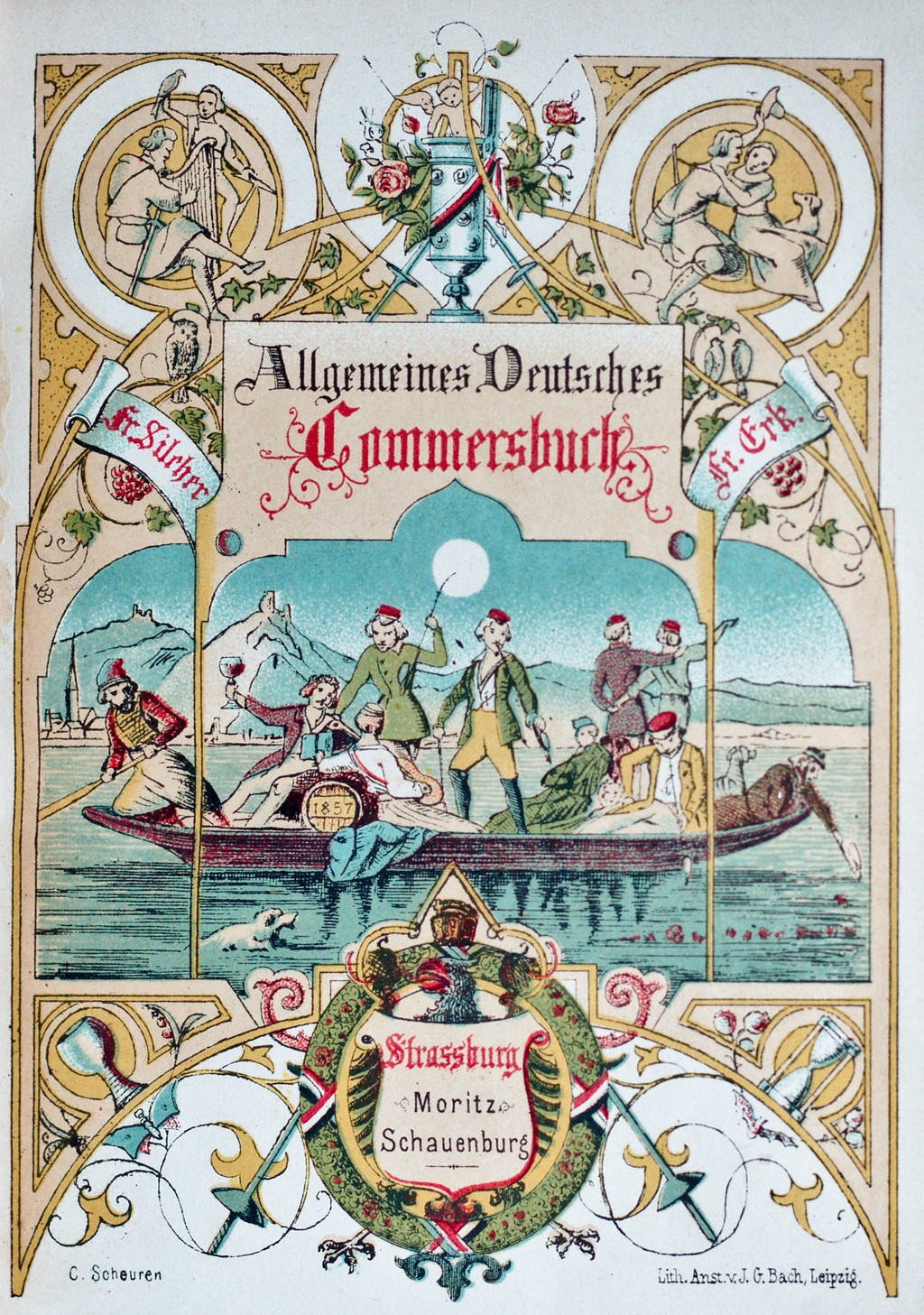
16. Auflage (ca. 1873)

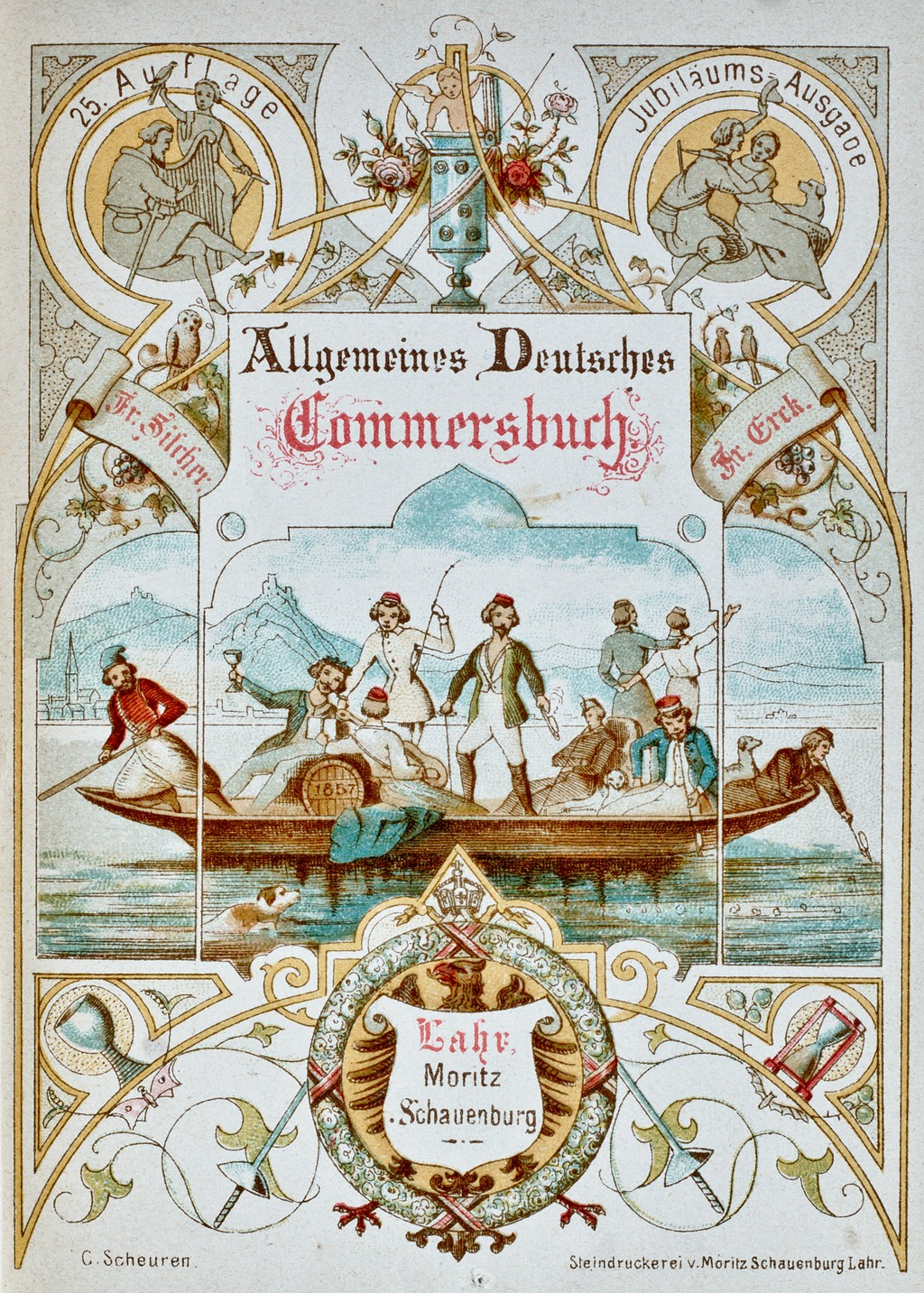
25. Auflage 1. Abdruck (1882)

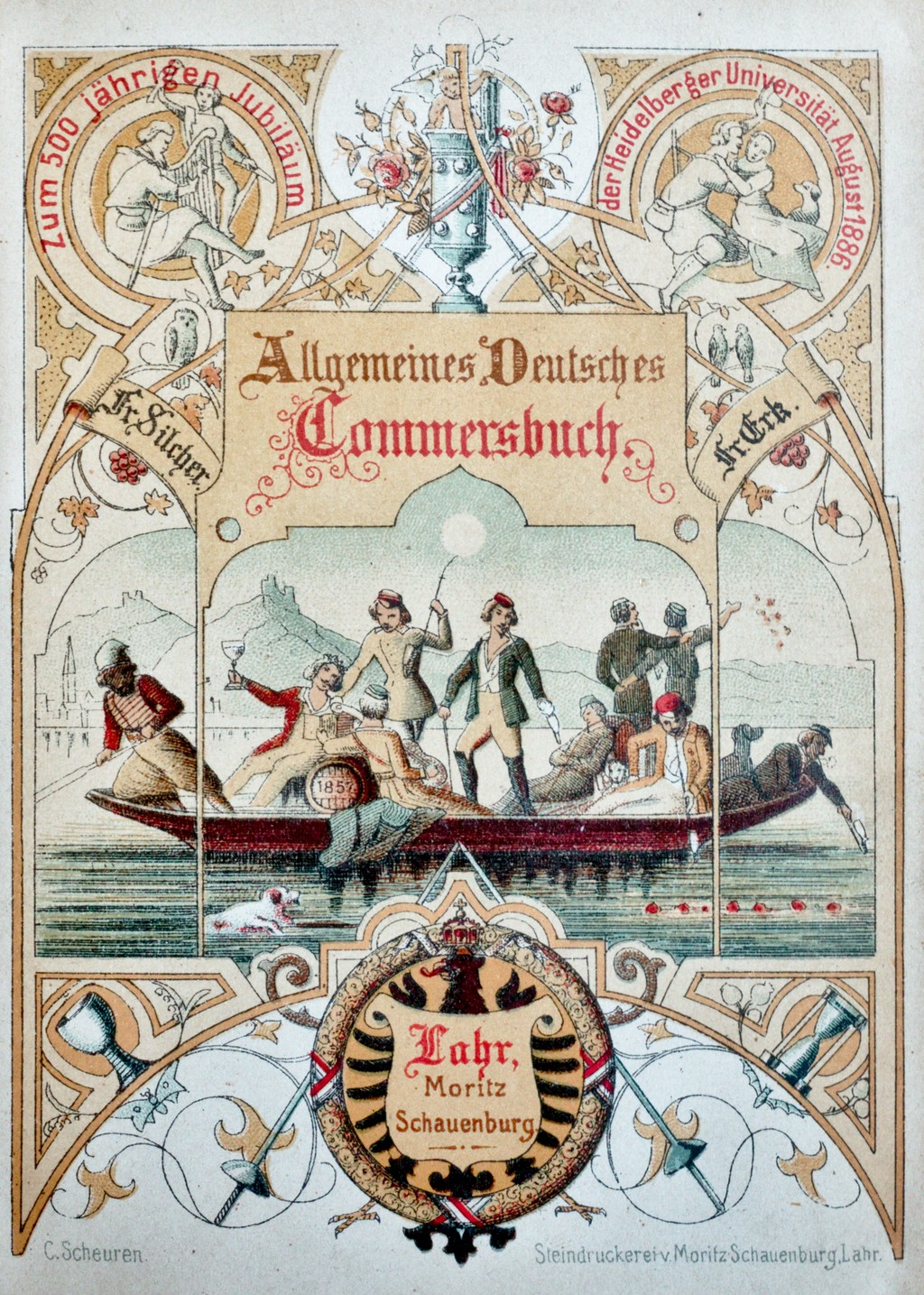
31. Auflage (1886)

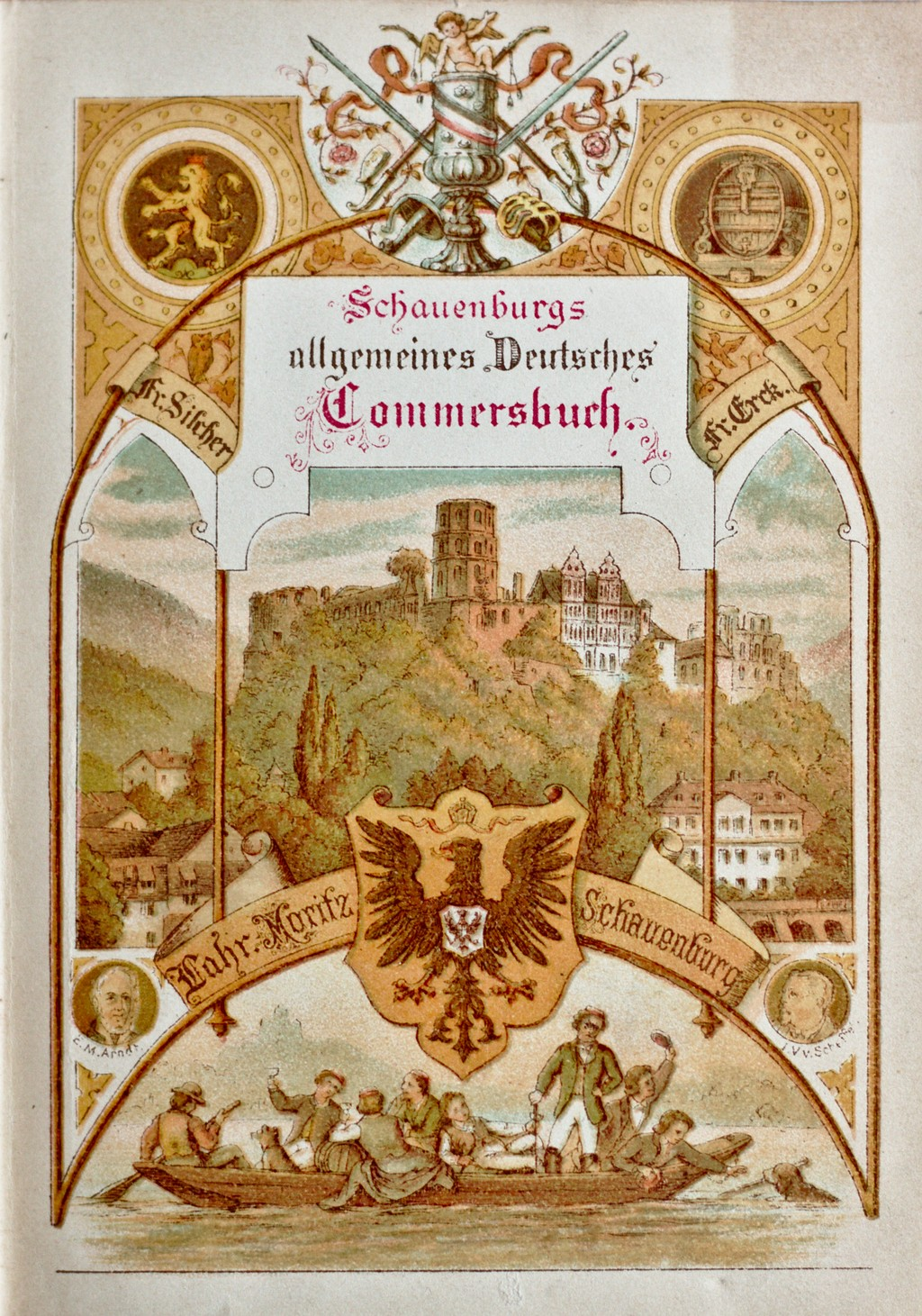
38. Auflage (1890) Variante Heidelberg

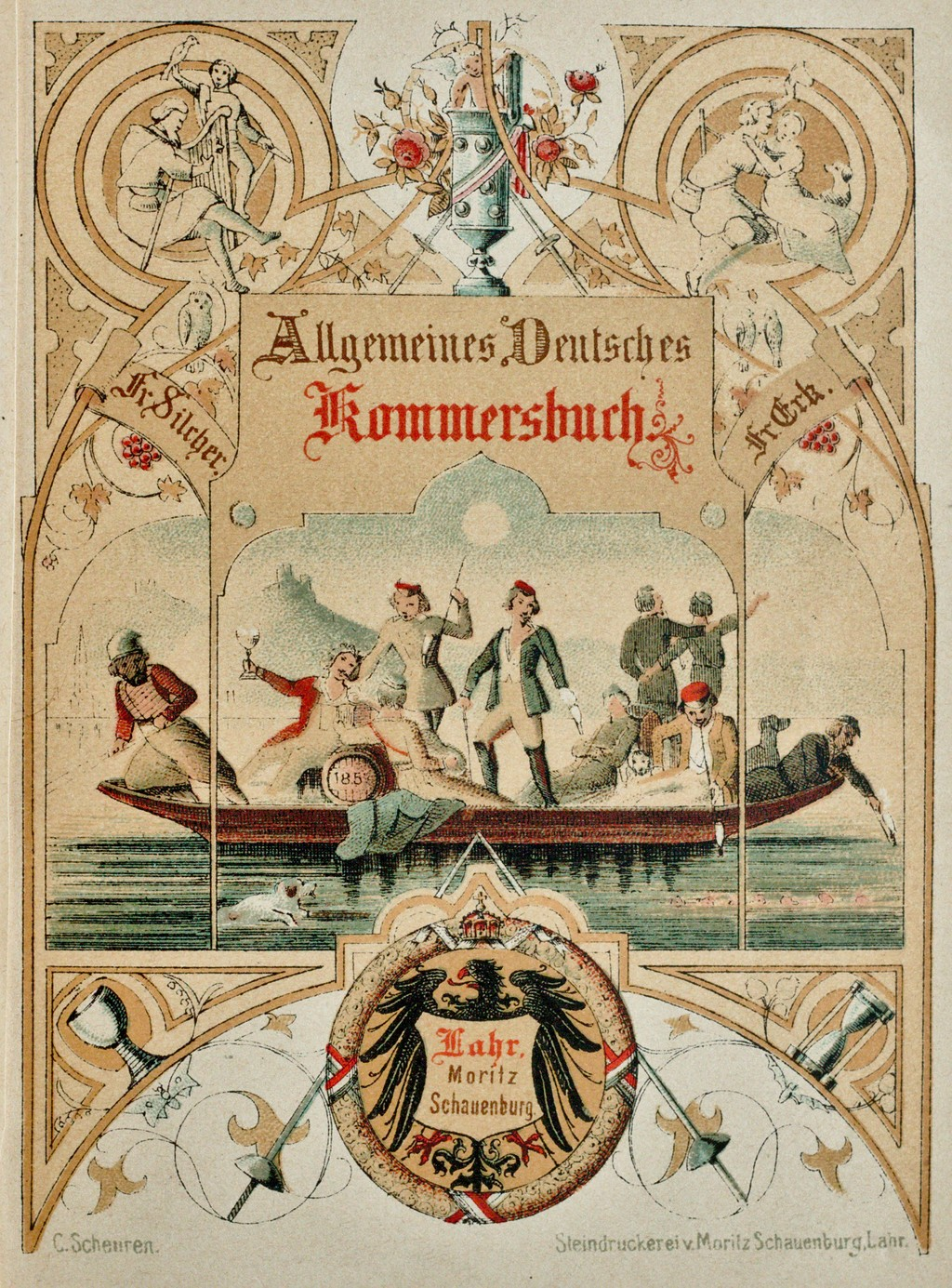
55.–58. Auflage (ca. 1897)

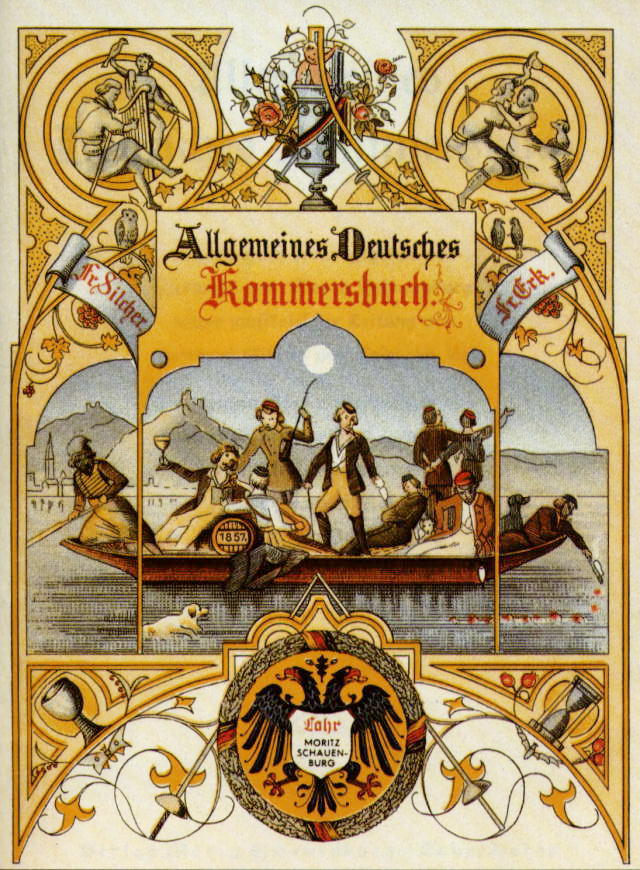
151. Auflage

Das alternative Titelbild zeigt das Heidelberger Schloss und die Heidelberger Altstadt. Eine ähnliche Szene mit Studenten wie in der ursprünglichen Variante ist unten angefügt. Im unteren Drittel sind an den Rändern links Ernst Moritz Arndt und rechts Joseph Victor von Scheffel porträtiert. Diese Variante fand mindestens von der 29. bis zur 42. Auflage Verwendung und enthält einen ähnlichen geschmückten Pokal wie die andere Variante, dessen Klingen aber sehr breit dargestellt sind. Ab der 31. Auflage wurde der Titel in dieser Variante zu Schauenburgs allgemeines Deutsches Commersbuch erweitert.

### Lieder
Hermann Schauenburg erkannte, dass es für den Erfolg eines Kommersbuches unbedingt notwendig ist, aktuell zu sein. Deshalb wurde die Zusammenstellung der Lieder im Lahrer Kommersbuch mehrfach angepasst. Während der Hauptteil der ersten 24 Auflagen nahezu unverändert blieb, fand im Anhang von Anfang an ein stetiger Wechsel statt.
Bekannte und beliebte Lieder (insgesamt 128) wie Gaudeamus igitur, Ergo bibamus oder O alte Burschenherrlichkeit sind in allen 167 Auflagen enthalten. Andere Lieder, die neu aufgenommen wurden, sich aber nicht durchsetzen konnten (insgesamt 68), warf man dagegen bei der nächsten Veränderung der Druckvorlage wieder hinaus. Über 1600 verschiedene Lieder wurden im Laufe der Zeit im Allgemeinen Deutschen Kommersbuch abgedruckt. Die nachfolgende Tabelle vermittelt einen Eindruck der Veränderungen:
| Auflage             | 1..3 4 | 4..5 | 6.1 | 6.2..12 | 13  | 14..15 | 16..24 | 25.1 | 26.1..25.4 | 26.2..50 | 51..74 | 75..85 | 86..99 | 100..114 | 115..126 | 127..143 | 144–150 5 | 151 | 152–153 | 154–155 | 156 | 157 | 158 | 159 | 160..164 | 165..167 |
| ------------------- | ------ | ---- | --- | ------- | --- | ------ | ------ | ---- | ---------- | -------- | ------ | ------ | ------ | -------- | -------- | -------- | --------- | --- | ------- | ------- | --- | --- | --- | --- | -------- | -------- |
| Anzahl der Lieder   | 387    | 456  | 536 | 549     | 564 | 621    | 625    | 712  | 718        | 729      | 814    | 834    | 853    | 832      | 832      | 818      | 746       | 488 | 505     | 505     | 495 | 491 | 490 | 490 | 491      | 716      |
| neue Lieder         |        | 71   | 96  | 13      | 24  | 57     | 4      | 164  | 6          | 27       | 275    | 20     | 19     | 83       | 4        | 31       | 98        | 81  | 49      | 7       | 28  | 29  | 8   | 1   | 15       | 278      |
| gestrichene Lieder  |        | 2    | 16  | 0       | 9   | 0      | 0      | 77   | 0          | 16       | 190    | 0      | 0      | 104      | 4        | 45       | 171       | 338 | 32      | 7       | 38  | 33  | 9   | 1   | 14       | 53       |
| einzigartige Lieder | 1      | 8    | 0   | 0       | 0   | 0      | 0      | 0    | 0          | 3        | 0      | 0      | 1      | 1        | 0        | 4        | 47        | 3   | 0       | 0       | 1   | 0   | 0   | 0   | 2        | 153      |

### Anhang
Im Allgemeinen Deutschen Kommersbuch kommen verschiedene Formen von Anhängen vor. Bis zur 24. Auflage war der Anhang neben Vaterlands-, Studenten- und Volksliedern ein regulärer Abschnitt, in den die Lieder unterteilt wurden.
Darüber hinaus kam es immer wieder vor, dass Lieder nach der eigentlichen Drucklegung kurzfristig noch mit eingebunden wurden. Dazu zählen z. B. Die Wacht am Rhein und die 3 Strassburger Lieder auf unnummerierten Seiten am Ende der 15. Auflage nach dem Inhaltsverzeichnis. Ab der 25. Auflage wurden die Strassburger Lieder wieder gestrichen und Die Wacht am Rhein bei den Vaterlandsliedern einsortiert. Am Ende der 71.–74. Auflage wurde das sogenannte Deutsche Flottenlied beigefügt und mit der Umstellung der 75. Auflage in den regulären Liedteil eingeordnet.
Als dritte Form gab der Verlag Moritz Schauenburg, teils aus besonderem Anlass, vier thematische Anhänge heraus:
- Heidelberger Anhang 1912
- Anhang zur vierhundertjährigen Jubelfeier der Philipps-Universität zu Marburg 1927
- Anhang: Bergstudentische Lieder (Sang und Klang im Bergmannleben) von Albert Borchers, 1928
- Der Sieg ist erstritten – Lieder der neuen Zeit – Die 144.–150. Auflage wurde in den 1930er Jahren mit diesem 24‑seitigen Anhang verkauft. Er enthält nationalsozialistische Kampflieder – wie das Horst-Wessel-Lied und Sieg Heil – aber auch einige traditionelle Studentenlieder. Die jüngsten Lieder sind mit dem Jahr 1933 angegeben.

## Ausgaben

### Klavierausgaben

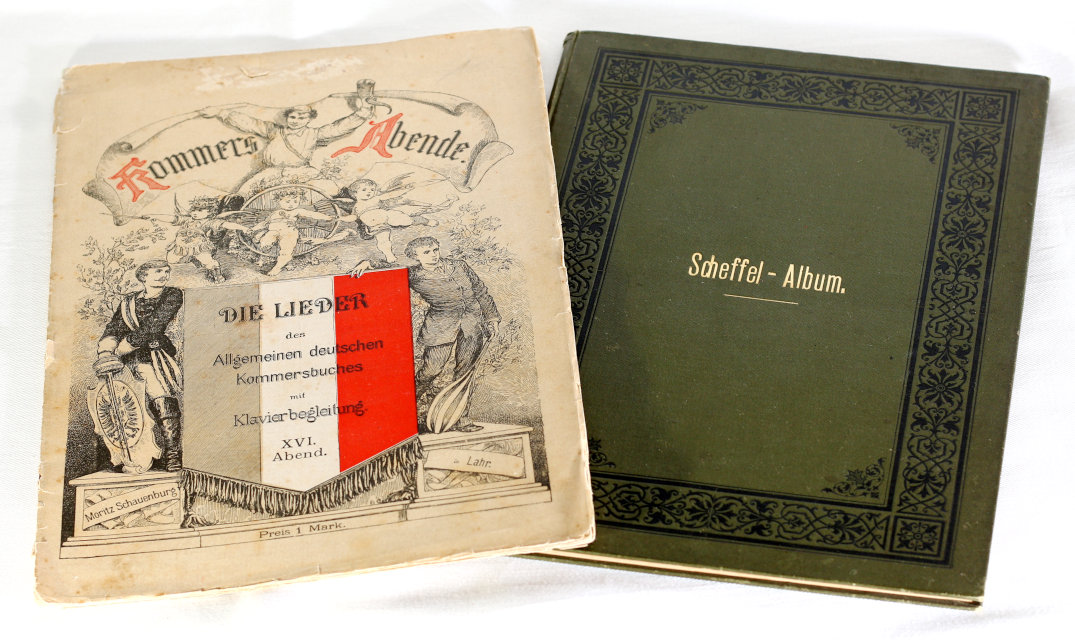
XVI. Heft der Kommers-Abende und das Scheffel-Album

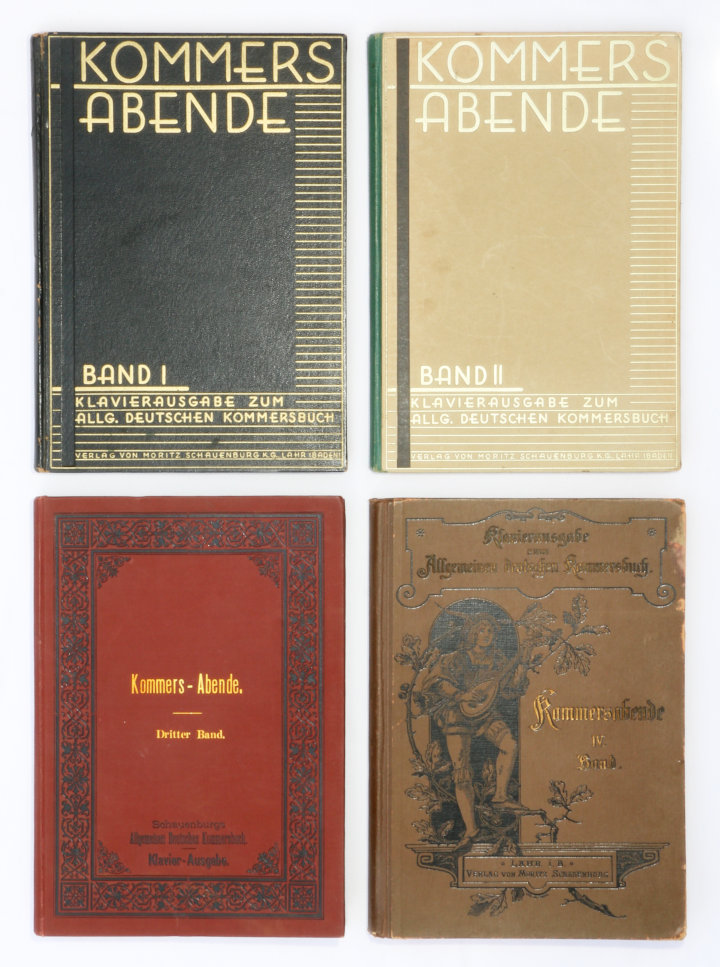
Verschiedene Ausgaben der gebundenen Kommers-Abende

Für die Feierlichkeiten zu 500 Jahre Heidelberger Universität kündigte die Verlagsbuchhandlung Moritz Schauenburg, neben der gewidmeten 26. Auflage (1886) des Kommersbuches, auch eine Klavierausgabe an. Das erste Heft der Reihe Kommers-Abende wurde im Sommer 1886 mit 18 Liedern herausgegeben und fünf weitere angekündigt. Diese erschienen im Verlauf desselben Jahres und im Dezember wurde eine gebundene Ausgabe der sechs Hefte und ein Scheffel-Album angepriesen. In den folgenden Jahren erschienen weitere Hefte und 1888 der zweite Band, 1890 der dritte und 1898 wurde der vierte Band angekündigt. Die Hefte wurden später nicht mehr aufgelegt. Als günstigere Alternative zu den über 500 Liedern der 4‑bändigen Ausgabe wurden die 200 Lieder aus dem Allgemeinen Deutschen Kommersbuch in einem Band herausgegeben. Beides erschien in mehreren Auflagen und die Liedauswahl wurde den Kommersbüchern angepasst. Teilweise wurden aber auch neue Lieder für das ADK getestet. Zusätzlich erschien ein Ergänzungsheft mit den neuen Liedern der 100. Auflage des Lahrer Kommersbuchs.

### Taschenausgaben
Es erschienen drei Reihen von Taschenausgaben ohne Noten in kleinerem Format und Umfang.
| Titel                             | Untertitel                                                            | von  | bis            | Verlag      | Auflage            |
| --------------------------------- | --------------------------------------------------------------------- | ---- | -------------- | ----------- | ------------------ |
| Taschen-Kommersbuch               | Eine Sammlung der schönsten Studenten-, Volks- und Vaterlandslieder   | 1889 | 1931           | Schauenburg | 45 Auflagen        |
| Taschen-Kommersbuch               | Vierhundert Lieder aus Schauenburgs Allgemeinen Deutschen Kommersbuch | 1889 | 1931           | Schauenburg | 45 Auflagen        |
| Deutsche Studenten-Lieder         | Taschen-Kommersbuch                                                   | 1956 | 1999           | Schauenburg | 160 Tsd. Exemplare |
| Allgemeines Deutsches Kommersbuch | Taschenausgabe                                                        | 2003 | 2018 (aktuell) | Morstadt    | 4 Auflagen         |

### Sonderausgaben

#### Geschenkausgabe 1914

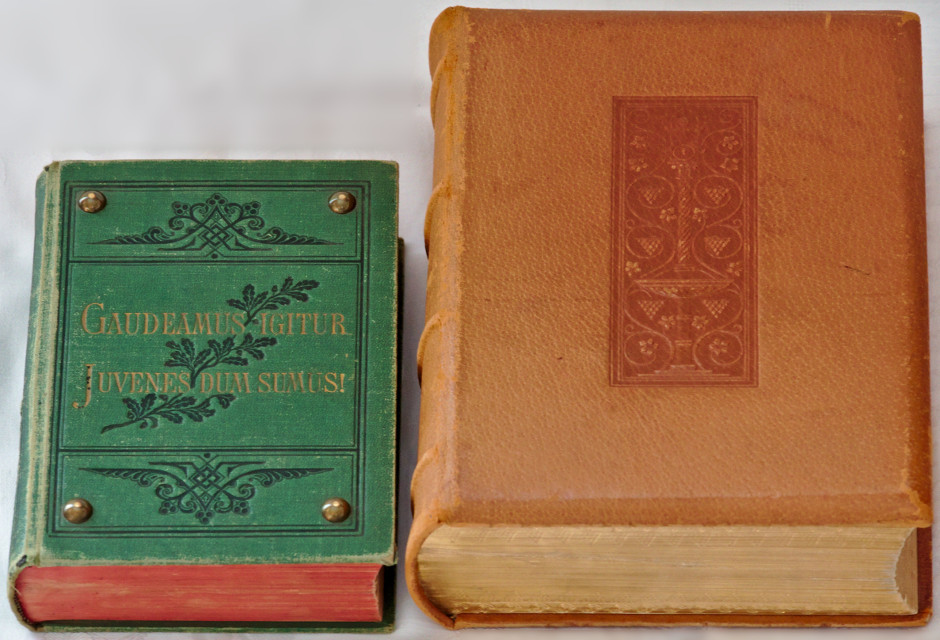
Zum Jubiläum der 100. Auflage kam eine Sonderausgabe heraus (abgebildet neben einer Ausgabe H)

Zum Jubiläum der 100. Auflage des Allgemeinen Deutschen Kommersbuches gab der Verlag Moritz Schauenburg eine Geschenkausgabe heraus. Sie wurde – nach einem Entwurf von Fritz Helmuth Ehmcke – im Großformat mit Zweifarbendruck auf Büttenpapier gedruckt, erhielt einen Ganzledereinband mit ornamentaler Blindprägung und goldgeprägtem Rückentitel und wurde mit einem dreiseitig gepunztem Goldschnitt, sowie einer besonderen Illustration versehen. Die ersten der auf 1000 Stück limitierten und nummerierten Ausgabe gingen als Geschenk und Anerkennung an
1. den Deutschen Kaiser Wilhelm II.
2. den Großherzog von Baden Friedrich II.
3. den Prinzen Max von Baden
4. verblieb im Verlag Moritz Schauenburg
5. den Redakteur Professor Dr. Heyck
6. den Rechtsanwalt und Studentenhistoriker Fritz Ullmer

In der 34. und 35. Auflage des Taschen-Kommersbuchs, das parallel zur 121.–126. Auflage des ADK erschien (ca. 1922), werden die letzten wenigen Exemplare beworben.

#### Sonderdruck 150 Jahre
Am 15. November 2008 fand bei Lahr der Jubiläumskommers zu 150 Jahre Allgemeines Deutsches Kommersbuch statt. Der Morstadt Verlag überreichte den Gästen eine Sonderausgabe der neuen 165. Auflage. Der schwarze Einband ist mit dem Schriftzug Allgemeines Deutsches Kommersbuch – Jubiläumsausgabe 1858–2008 goldgeprägt. Teilweise wurden die Exemplare mit persönlichen Widmungen von Verleger und Redakteur bedacht.

## Nachdrucke

### Heyne 1975
Werner Heilmann brachte 1975 im Heyne Verlag ein Reprint der Erstausgabe von 1858 heraus. Das in Leinen gebundene Buch zeigt einen Ausschnitt des Bildes von Caspar Scheuren auf dem Einband. Nach einem Vorwort Heilmanns folgt der obere Teil des Deckblatts, die Widmung an Ernst Moritz Arndt, dessen Antwort als Faksimile und der Hauptteil des Allgemeinen Deutschen Kommersbuches bis zur 24. Auflage (Vaterlands-, Studenten- und Volkslieder). Das Buchformat war etwas schmaler und höher als beim Original. Das Seitenlayout wurde so verändert, dass mehr Text oder Notenzeilen auf jede Seite passen. Ein Inhaltsverzeichnis der Lieder fehlt.
Als Vorlage diente keine Erstausgabe, sondern ein Exemplar zwischen 16. und 24. Auflage – das Lied Ça, ça, geschmauset ist z. B. mit einer Änderung abgedruckt, die erst zur 16. Auflage aufgenommen wurde. Außerdem wurde Arndts Antwort erst ab der 6. Auflage als Faksimile abgedruckt. Weiterhin ist nur der Hauptteil enthalten. Dass die Erstauflage bereits einen Anhang mit 73 Liedern hatte, war nicht bekannt:

„Die begeisterte Aufnahme, die das "Commersbuch" nach seinem Erscheinen 1858 fand, schlug sich in einer Vielzahl von Einsendungen aus akademischen und patriotischen Kreisen nieder. Die Herausgeber, die selbst durch vielerlei Initiativen eine Erweiterung der Sammlung förderten, richteten bald einen "Anhang" ein, der schließlich fast den Umfang des ursprünglichen Textes erreichte.“

Stattdessen wurde ein eigener

„Anhang aus Liedern zusammengestellt, die bis zur Jahrhundertwende zum Urtext dazukamen und so bekannt sind, daß sie nicht fehlen sollten.“

Von den 30 Liedern in diesem Anhang waren 10  tatsächlich auch im Anhang des Originals enthalten.

### Melchior 2012
Der Melchior-Verlag Wolfenbüttel gab 2012 eine 27. Auflage von 1886 als Reprint heraus. Der Buchdeckel zeigt das Jubiläumstitelbild zu 500 Jahre Heidelberger Universität.

### Digitalisate
- Niederrheinische Liederhandschrift 1574 Digitalisat der Staatsbibliothek zu Berlin
- Christian Wilhelm Kindleben: Studentenlieder: Aus den hinterlassenen Papieren eines unglücklichen Philosophen Florido genannt. Halle (Saale) 1781, Digitalisat der SUB Göttingen
- Ferdinand August Serig Auswahl deutscher Lieder. 4. Auflage. Leipzig 1836, Digitalisat der Bayerischen Staatsbibliothek in der Google-Buchsuche
- Ferdinand August Serig Auswahl deutscher Lieder. 6. Auflage. Leipzig 1844, Digitalisat der Albert-Ludwigs-Universität Freiburg
- Ferdinand August Serig Auswahl deutscher Lieder. 8. Auflage. Leipzig 1858, Digitalisat der British Library in der Google-Buchsuche
- Hermann Schauenburg: Deutsche Lieder nebst ihren Melodien. Robert Friese (Hrsg.), Leipzig 1843,  Digitalisat der Herzogin Anna Amalia Bibliothek, Weimar
- Allgemeines Deutsches Commersbuch. 4. Auflage. Digitalisat der Bayerischen Staatsbibliothek in der Google-Buchsuche
- Allgemeines Deutsches Commersbuch. 5. Auflage. Münchener DigitalisierungsZentrum der Bayerischen Staatsbibliothek
- Allgemeines Deutsches Commersbuch. 6. Auflage. Digitalisat der Österreichischen Nationalbibliothek in der Google-Buchsuche
- Allgemeines Deutsches Commersbuch. 7. Auflage. Digitalisat der Fuldaer Digitalen Sammlungen
- Allgemeines Deutsches Commersbuch. 9. Auflage. Münchener DigitalisierungsZentrum der Bayerischen Staatsbibliothek
- Allgemeines Deutsches Commersbuch. 11. Auflage. Digitalisat der Universitäts- und Landesbibliothek Düsseldorf
- Allgemeines Deutsches Commersbuch. 16. Auflage. Digitalisat der Bayerischen Staatsbibliothek in der Google-Buchsuche
- Allgemeines Deutsches Commersbuch. 23. Auflage. Digitalisat der Stanford University Library in der Google-Buchsuche
- Allgemeines Deutsches Commersbuch. 25. Auflage. Digitalisat der University of Virginia in der Google-Buchsuche
- Allgemeines Deutsches Commersbuch. 25. Auflage. 2. Abdruck, Digitalisat der Harvard University Library in der Google-Buchsuche
- Allgemeines Deutsches Commersbuch. 27. Auflage. Digitalisat der University of Michigan
- Allgemeines Deutsches Kommersbuch. 31. Auflage. Digitalisat der Oxford University in der Google-Buchsuche
- Allgemeines Deutsches Kommersbuch. 41. Auflage. Digitalisat der Bayerischen Staatsbibliothek in der Google-Buchsuche
- Allgemeines Deutsches Kommersbuch. 45. Auflage. Digitalisat der Herzogin Anna Amalia Bibliothek, Weimar

- Allgemeines Deutsches Kommersbuch 115.– 120. Auflage, Digitalisat des Internet Archive
- Taschen-Kommersbuch 1889 Erstauflage | Digitalisat der University of Illinois Library in der Google-Buchsuche
- Kommers-Abende 7. Heft, 3. Auflage, Digitalisat der Herzogin Anna Amalia Bibliothek, Weimar